# Mitsubishi J8M
Mitsubishi J8M 'Shūsui' (на японски: 三菱 J8M 秋水 三菱 J8M 秋水, Шусуй („Есенна вода“)) е проект за реактивен изтребител на Императорския военноморски флот на Япония по времето на Втората световна война.

## История на създаването
През есента на 1943 г. японският военен аташе в Германия посещава изпитанията на немския реактивен изтребител Messerschmitt Me.163 Komet, след което предлага в доклада си Япония да закупи лиценз за производството на самолета и реактивния двигател. В Япония е проведена дискусия по предложението, тъй като има съмнения относно възможността за производство на необходимото количество реактивно гориво за този вид летателен апарат. По същото време в японското небе започват набезите на американските бомбардировачи B-29 и армията се нуждае от бързо набиращ височина високоскоростен прихващач. В крайна сметка лицензът е придобит срещу 20 милиона райхсмарки. Според договора, германците се задължават да предоставят съответната проектна документация, както и комплект планер с двигател, окомплектовани с резервни части. Също така в Япония е трябвало да пристигне и група немски специалисти за обучение на японски инженери.
Една от подводниците, превозващи документацията и двигателя Walter HWK 509A е потопена, но в крайна сметка, през юли 1944 г. е издадена спецификация 19-C за производството на реактивния прихващач. Работата е поверена на фирма „Мицубиши“. Разработката е съвместна на армията и флота, а самолетът получава флотското обозначение J8M, както и армейското Ki-200.
Ръководството на проекта е поверено на инженер Миджиро Такахаши. Работата спорѝ и още през септември макетът е готов, а след приемането му започва работата върху експерименталния самолет.
Скоро след началото на работата по J8M, флотът възлага на 1-ви флотски арсенал в Йокосука да създаде планер с аналогичен дизайн, за да бъде направена оценка на управляемостта на бъдещия прихващач, както и за да бъде използван за обучение на неговите пилоти. Планерът Yokosuka MXY8 осъществява първия си полет на 8 февруари 1944 г., отбелязвайки добри показатели.
„Mitsubishi“ произвежда първите J8M през декември 1944 г., но поради забавяне при разработката на двигателя, изпитанията започват с планер, допълнен с баласт, за да се имитира пълното му тегло. Тази версия получава армейското обозначение Ku-13 и е предназначена за обучение на бойни пилоти. Построени са общо около 50 – 60 такива планери. Флотът разработва подобен вариант, обозначен като Yokosuka MXY9, но до края на войната проектът не е завършен.
За по-обстойно проучване на летателните характеристики на прихващача при пълно натоварване, планерът е тестван с баласт, която симулиращ теглото на двигателя, вклщчително горивото. Самолетът излита, теглен на буксир от Nakajima B6N на 8 януари 1945 г. Изпитанията показват верността на избраните решения.
Двигателят на Mitsubishi – KR10 (японската версия на Walter HWK 509A) е готов още през април 1945 г. Първият полет на самолета J8M е на 7 юли 1945 г., но не продължава дълго – малко след излитане двигателят спира на височина 350 m. Пилотът-изпитател се опитва да приземи апарата, но при кацане машината се разбива и е унищожена, а пилотът загива. За решаване на проблема, на 6-ия и 7-мия тестови самолета са направени промени в горивната система, но до края на войната не е завършен нито един J8M или Ki-200.
До края на войната се подготвя серийното производство на самолета в няколко варианта: J8M1 с две 30 mm оръдия, J8M2 е с допълнителен резервоар за гориво вместо едно от оръдията. Като вариант на основен прихващач, армейските специалисти разработват Ki-202, който е с по-голям фюзелаж и с по-голям резервоар.

## Тактически и технически характеристики

### Технически характеристики
- Екипаж: 1
- Дължина: 6,05 m
- Височина: 2,70 m
- Размах на крилете: 9,50 m
- Площ на крилете: 17,73 m²
- Тегло празен: 1505 kg
- Тегло пълен: 3885 kg
- Двигател: Mitsubishi KR10 (Toku Ro.2)
- Мощност: 14,7 kN

### Летателни характеристики
- Максимална скорост: 900 km/h
- Продължителност на полета: 5 мин. 30 с
- Таван на полета: 12 000 m

### Въоръжение
- 2 x 30 mm оръдие Ho-155 (J8M1)
- 2 x 30 mm оръдие Type 5 (Ki-200)

## Варианти
- J8M1 – флотски вариант с две 30 mm оръдия Но-155
- J8M2 – флотски вариант с едно 30 mm оръдие Type 5 и допълнителен резервоар за гориво в носа
- Ki-200 – армейска версия с две 30 mm оръдия Type 5
- Ki-202 – проект на армейски прехващач с увеличен фюзелаж и по-голям резервоар за гориво